# Robert Feulgen
Joachim Wilhelm Robert Feulgen (* 2. September 1884 in Werden an der Ruhr heute Essen-Werden; † 24. Oktober 1955 in Gießen) war ein deutscher Mediziner und Universitätsprofessor. Er war ein Pionier der Erforschung von Nukleinsäuren.

## Leben
Der Sohn eines Fabrikbesitzers besuchte in Essen und Soest das Gymnasium und machte 1905 das Abitur. Anschließend studierte er an der Albert-Ludwigs-Universität in Freiburg im Breisgau und an der Christian-Albrechts-Universität in Kiel Medizin und machte 1910 sein Staatsexamen. Das Praktikum machte er ebenfalls in Kiel. 1912 wurde er in Kiel in Medizin promoviert, mit einer Dissertation über den Purin-Stoffwechsel am Physiologischen Institut der Universität Kiel (unter Leitung von Felix Adolf Hoppe-Seyler). Danach war er am Physiologischen Institut der Universität Berlin (unter dem Direktor Max Rubner und seinem Abteilungsleiter für Chemie Hermann Steudel). Dort begann seine Arbeit über Nukleinsäuren. Im Ersten Weltkrieg war er Militärarzt und ging 1919 als Assistent von Karl Bürker, der die Physiologische Chemie ausbauen wollte, an das Physiologische Institut der Justus-Liebig-Universität in Gießen. 1919 habilitierte er sich in Gießen und hielt erste Vorlesungen. 1923 wurde er dort außerordentlicher Professor und 1928 ordentlicher Professor (persönlicher Ordinarius) für Physiologische Chemie und Direktor des neu gegründeten Physiologisch-Chemischen Instituts. 1930 war er Dekan der Medizinischen Fakultät. 1951 wurde er planmäßiger Ordinarius und 1953 emeritiert.
Er befasste sich mit physiologische Chemie und Histochemie und entwickelte unter anderem eine Nachweisreaktion für die Desoxyribonukleinsäure (DNA), die sogenannte Feulgenreaktion. Damit bewies er, dass DNA nicht nur in tierischen, sondern auch in pflanzlichen Zellkernen vorkommt. Anfang des 20. Jahrhunderts unterschied man noch zwischen tierischer und pflanzlicher Nukleinsäure mit der Hefenukleinsäure bei Pflanzen als Prototyp und der Thymonukleinsäure bei Tieren. Sie unterscheiden sich darin, dass die eine (Thymonukleinsäure) Thymin enthält, die andere nicht (entsprechend der RNA in heutiger Sicht, die Uracil statt Thymin enthält). Außerdem nahm man damals an, dass der Zuckerbaustein bei der Hefenukleinsäure eine Pentose ist, bei der Thymonukleinsäure eine Hexose. Letzteres widerlegte Feulgen in seiner Zeit in Berlin vor dem Ersten Weltkrieg (die korrekte Identifizierung des Zuckers geschah 1929 durch Phoebus Levene). 1923 wies er nach Entwicklung seiner Nachweisreaktion für DNA dann nach, dass die Thymonukleinsäure (heute DNA genannt) außer in tierischen auch in pflanzlichen Zellkernen vorkommt und die Trennung in pflanzliche und tierische Nukleinsäuren damit falsch war. Die DNA fand sich im Zellkern, die Hefenukleinsäure (RNA) fand Feulgen im Cytoplasma der Zelle.
Außerdem entdeckte er die Plasmalogene im Cytoplasma (ab 1924). Er wies nach, dass es ein Lipid ist und charakterisierte es mit T. Bersin 1939 als Acetalphosphatid (er nahm fälschlich an, dass eine Acetal-artige Bindung vorliegt, später wurde diese stattdessen als Enolätherbindung erkannt und der Name Acetalphosphatid aufgegeben). Er legte damit die Grundlage des Studiums der Alkenyl- und Alkylätherlipide, einer biologisch weit verbreiteten Lipidklasse.
Im Jahr 1938 wurde er zum Mitglied der Leopoldina gewählt. 1954 wurde er Ehrendoktor in Tübingen.
Feulgen war passionierter Segler.

## Ehrungen
In Essen-Werden ist die Robert-Feulgen-Straße nach ihm benannt. Die „Feulgenstraße“ im Kliniksviertel in Gießen ist ebenso nach ihm benannt.